# Michał Rohde
Michał Maria Rohde (ur. 1974 w Poznaniu) – generał dywizji Wojska Polskiego; od 11 września 2023 zastępca dowódcy 2 Korpusu Polskiego – Dowództwa Komponentu Lądowego.

## Wykształcenie
- Wyższa Szkoła Oficerska im. St. Czarnieckiego w Poznaniu - Wydział Wojsk Pancernych[2]
- Uniwersytet im. Adama Mickiewicza w Poznaniu - studia magisterskie[2]
- Akademia Obrony Narodowej w Warszawie[2]
- The United States Army Armor School w Fort Knox w USA[2]
- National Defense University w Waszyngtonie[2]

## Służba
- 10 Brygada Kawalerii Pancernej w Świętoszowie[2]
- 17 Wielkopolska Brygada Zmechanizowana[2]
- 11 Lubuska Dywizja Kawalerii Pancernej w Żaganiu[2]
- Dowództwo Generalne Rodzajów Sił Zbrojnych (szef Dyżurnej Służby Operacyjnej, szef Połączonego Centrum Operacyjnego)[2]
- 19 Lubelska Brygada Zmechanizowana (dowódca)[2]
- 12 Szczecińska Dywizja Zmechanizowana (zastępca dowódcy – szef sztabu)[2]
- 2 Korpus Polski – Dowództwo Komponentu Lądowego (zastępca dowódcy)[3]

Pełnił służbę na misjach zagranicznych (dwukrotnie w Iraku i dwukrotnie w Afganistanie).
7 sierpnia 2020 prezydent RP Andrzej Duda mianował go na stopień generała brygady. W dniu 14 sierpnia 2024 r. mianowany na stopień generała dywizji.